# Rura na Łopiankach
Rura na Łopiankach – jaskinia w dolnej części wąwozu Półrzeczki, na północ od wsi Mników. Pod względem geograficznym znajduje się na Garbie Tenczyńskim, na południowym skraju Wyżyny Krakowsko- Częstochowskiej.

## Opis obiektu
Jaskinia znajduje się w orograficznie lewych zboczach wąwozu, w odległości 13 m na południe od dobrze widocznego otworu Jaskini na Łopiankach. Otwór znajduje się w północno-zachodniej ścianie skały sąsiadującej ze skałą Jaskini na Łopiankach. Położony jest na wysokości 3 m od podstawy skały, wyjście do niego nie nastręcza jednak większych trudności. Okrągły otwór ma średnicę około 1 m. Za otworem w głąb skały prowadzi stopniowo zwężająca się rura, a w pobliżu wylotu w jej dnie jest rynna denna.
Jaskinia powstała w skałach wapiennych pochodzących z jury późnej. Nacieki ubogie, złożone z wyschniętych grzybków jaskiniowych i miejscami występujących warstw mleka wapiennego. Namulisko gliniaste, cienkie. Początkowy odcinek jaskini jest jasny i na jej ścianach przy otworze wejściowym rosną glony. Końcowy odcinek jest wilgotny, i mimo niedużej długości ciemny. Ze zwierząt obserwowano pajęczaki.

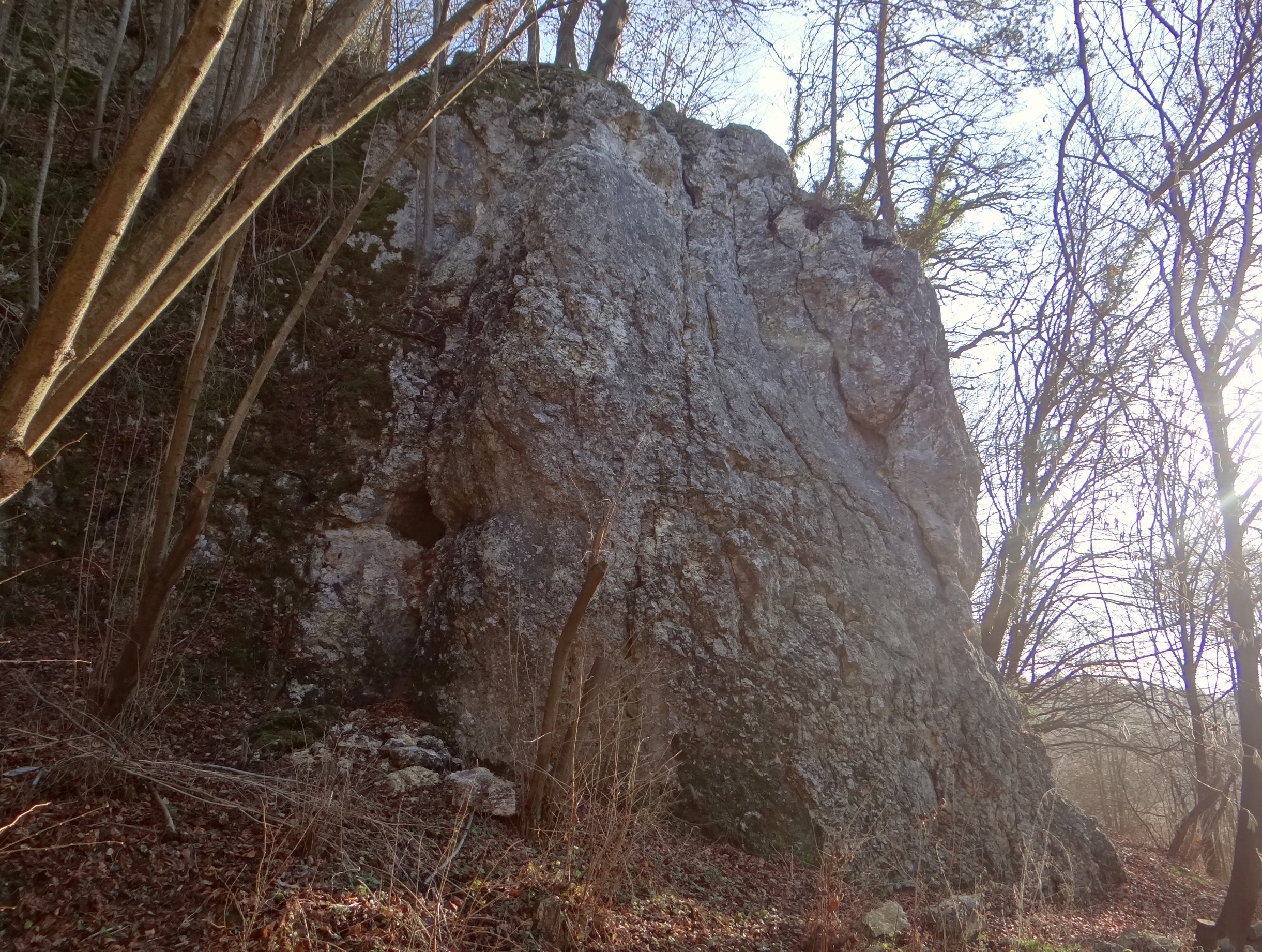
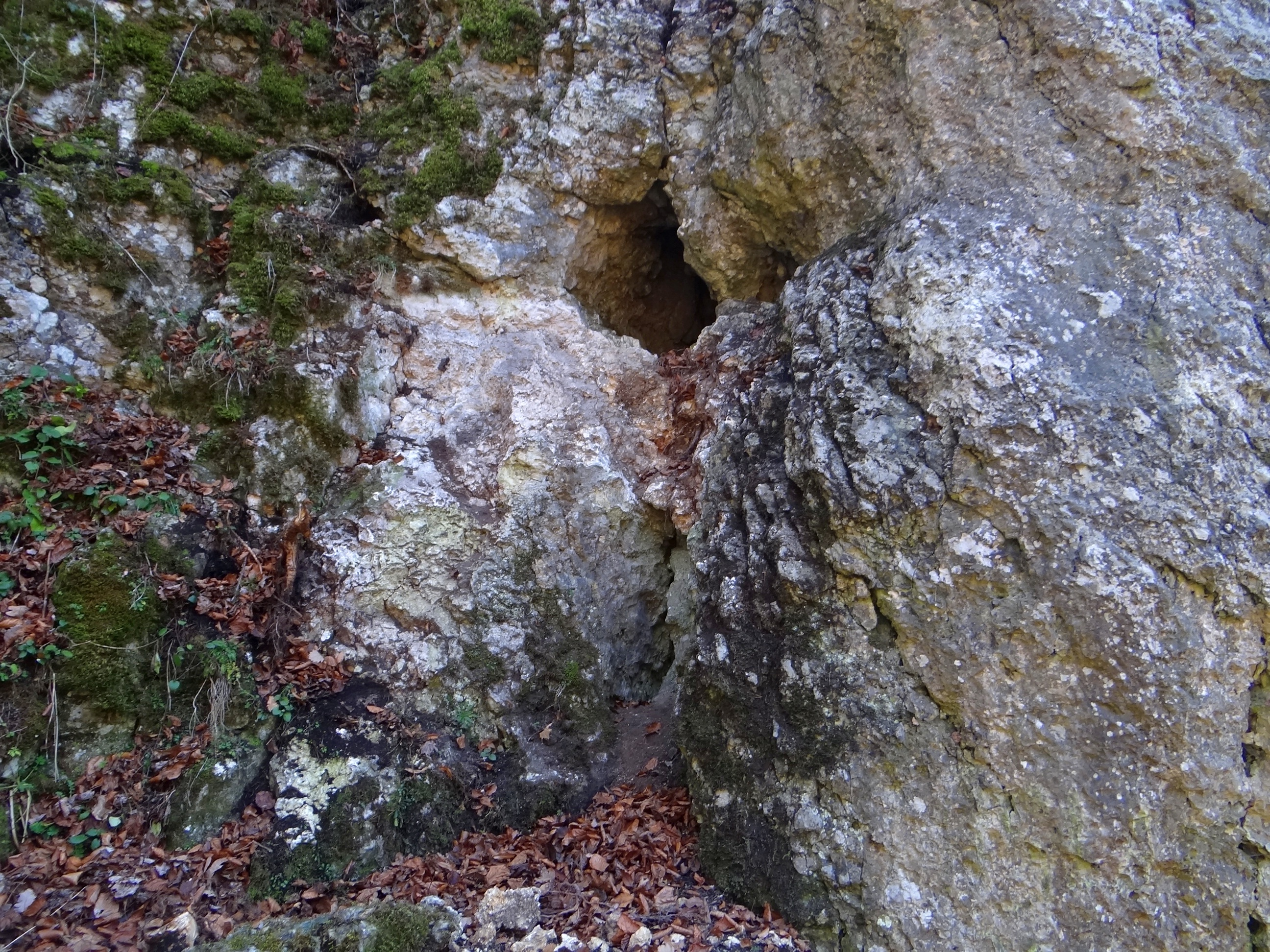
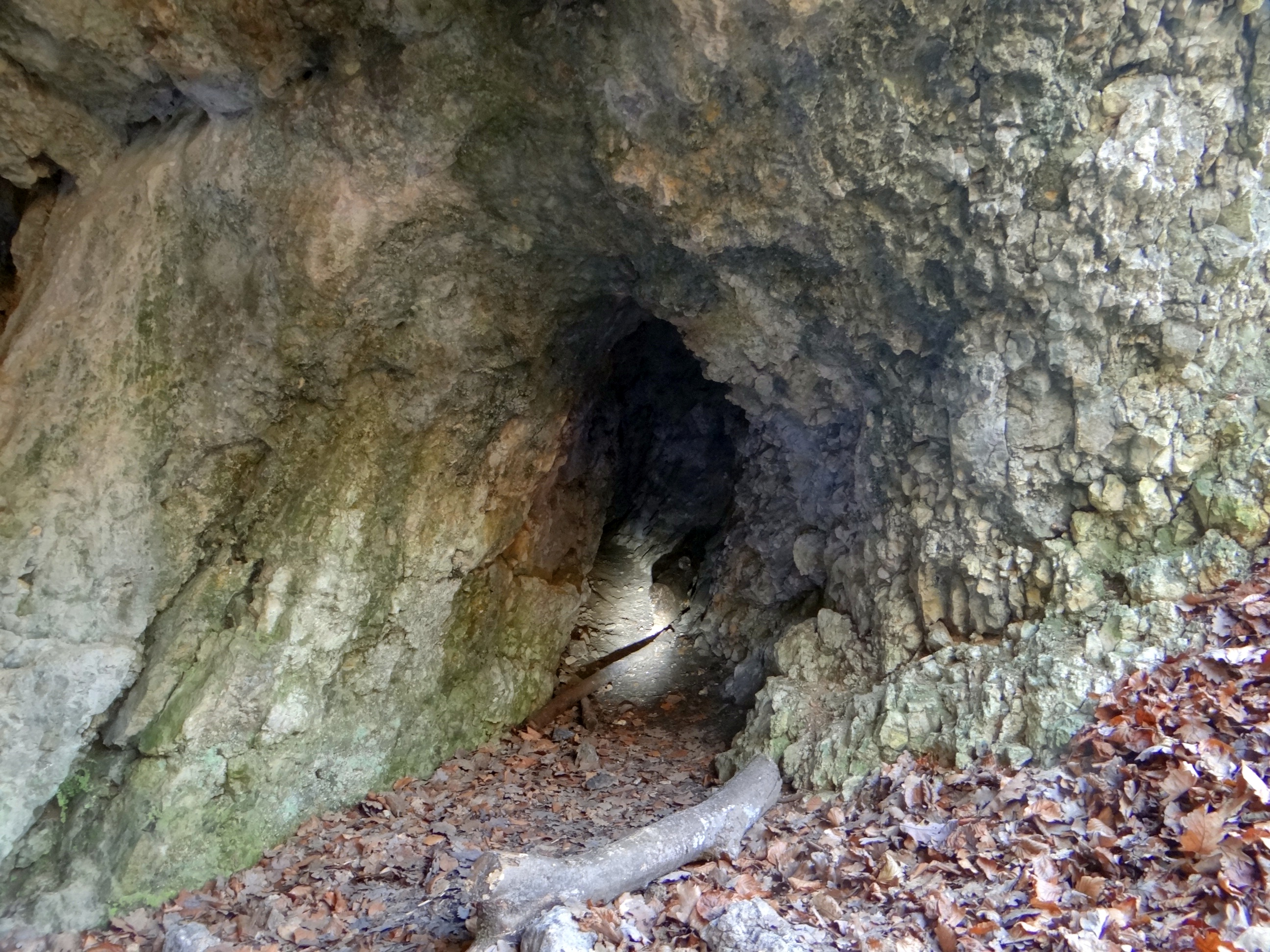
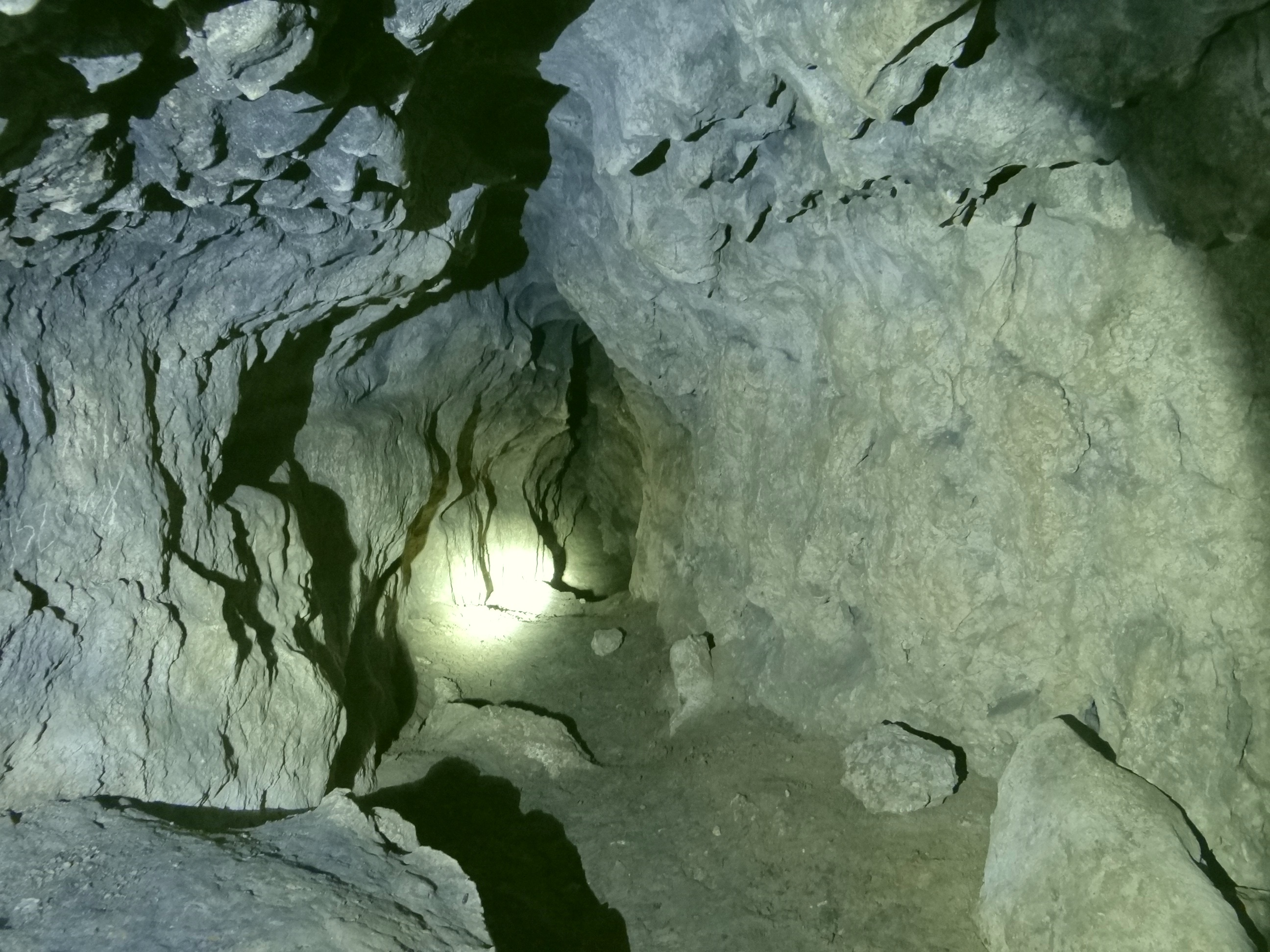
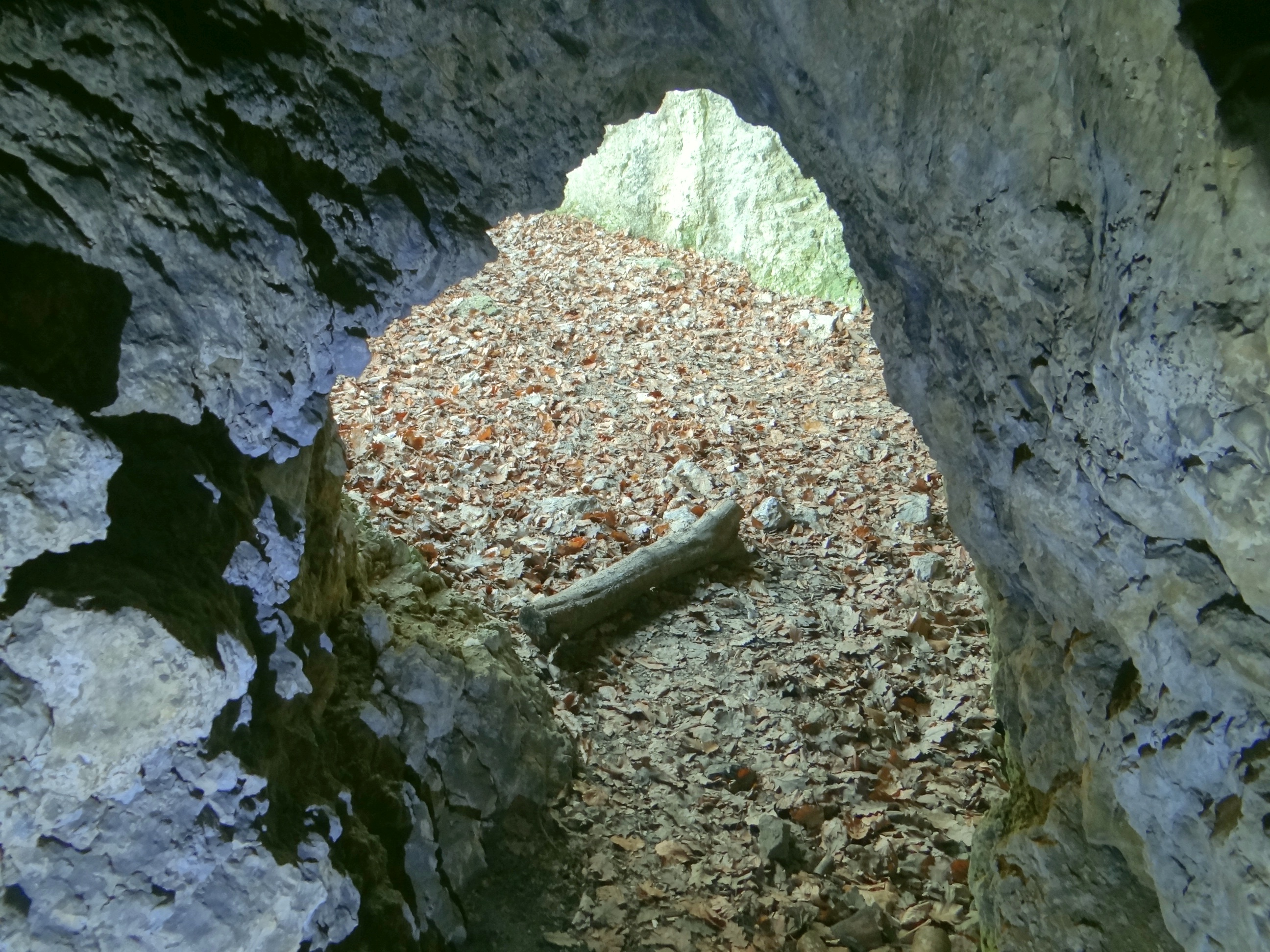

Jaskinia znana była od dawna, w literaturze nie była jednak wzmiankowana. Jej dokumentację i plan opracował A. Górny w grudniu 1999 roku.